# Лед (притока Лота)
Лед (фр. Lède) је река у Француској. Дуга је 54 km. Улива се у Лот. 